# Cameron Stewart (cầu thủ bóng đá)
Cameron Reece Stewart (sinh ngày 8 tháng 4 năm 1991) là một cầu thủ bóng đá người Anh hiện đang thi đấu cho Leeds United theo dạng cho mượn từ Hull City. Anh chơi chủ yếu ở vị trí Tiền đạo cánh, nhưng anh cũng hoàn toàn có thể chơi ở vị trí tiền đạo. Stewart đã từng được gọi vào đội tuyển U20 Anh.

## Sự nghiệp

### Manchester United
Sinh ra ở Manchester, Đại Manchester, Stewart bắt đầu sự nghiệp bóng đá của mình với Manchester United và ký thực tập sinh vào năm 2007. Sau tham gia vào các đội tuyển trẻ và dự bị, anh được đề bạt vào đội lần đầu tiên vào tháng 12 năm 2009. Stewart gia nhập vào đội hình trong trận đấu UEFA Champions League với VfL Wolfsburg, nhưng chỉ ngồi ghế dự bị không được sử dụng.
Vào tháng 7 năm 2010, Stewart tham gia Yeovil Town theo dạng cho mượn 6 tháng, và anh đã lần đầu ra sân trong trận với Leyton Orient F.C. vào ngày đầu tiên của mùa giải 2010-11. Sau khi được cho mượn không mấy thành công sau khi chỉ tham gia 5 trận cùng Yeovil Town, Stewart trở lại Manchester United.

## Hull City
Ngày 25 tháng 11 năm 2010, Stewart gia nhập Hull City của Giải bóng đá Hạng nhất Anh theo dạng cho mượn cho đến ngày 4 tháng 1 năm 2011. Anh đã có trận ra mắt câu lạc bộ vào ngày 27 tháng 11 năm 2010 trong một trận đấu hòa 2-2 với Middlesbrough F.C.. Hull City gia hạn thời hạn mượn tới cuối mùa giải sau một chuỗi các màn trình diễn tốt. Vào ngày 31 tháng 1 năm 2011, Stewart đã ký hợp đồng lâu dài với Hull City, với một khoản phí được cho là khoảng 300.000 bảng Anh.